# Wlahar (Wangon)
Wlahar is een bestuurslaag in het regentschap Banyumas van de provincie Midden-Java, Indonesië. Wlahar telt 3639 inwoners (volkstelling 2010).